# دهستان نگار
دهستان نگار یکی از دهستان‌های بخش نگار شهرستان بردسیر استان کرمان ایران است. 

## روستاها و آبادی‌ها
- ابراهیم‌آباد
- برنجی
- بهرام جرد
- پرستی
- تلمبه بیست و دو بهمن
- تلمبه دویست و شش
- تلمبه شهید شاه آبادی
- تلمبه گوهری
- تلمبه نجفی
- تلمبه یاسر
- غبیرا
- چاه سالاری
- حسین‌آباد۱
- خیراباد
- دولت‌آباد
- ده کبری
- ریگ آباد
- شرکت فدک
- عباس‌آباد۱
- فتح ابادده نظریان
- گلومک
- ماه تو
- محمودآباد۱
- مزار
- مهدی‌آباد
- وحدت آباد
- باغ ترابی
- تلمبه شهیدمحلاتی
- تلمبه نینوا
- مؤسسه تولیدشیریزدی زاده
- مؤسسه تولیدشیرانجم شعاع
- تلمبه گروه شهیدچمران
- شرکت کرمان مرصادتولیدشیر
- تلمبه حسین بن علی
- دامداری جانباز
- بزقوچ آباد
- تلمبه شجاعی ۳
- تلمبه منصوری ۲
- تلمبه اکبر رشید فرخی
- حمید آباد
- پرواربندی ۱
- تلمبه بهرامپور
- تلمبه حبیب سیستانی
- تلمبه زنگی آبادی
- اسماعیل‌آباد
- عیش اباد/امیراباد/
- امین آباد
- تلمبه احمداباد
- تلمبه افلاطون بهزادی
- تلمبه اکبراباد
- تلمبه الله‌آباد
- تلمبه اله ابادبالا
- تلمبه باهنر
- تلمبه رهبراباد
- تلمبه شجاعی ۲
- تلمبه شماره دوعشایری
- تلمبه شماره یک عشایری
- تلمبه شهابی
- تلمبه محموداباد
- تلمبه منصوری ۱
- تلمبه ناصریه
- تلمبه ولی عصر
- توکل اباد۲
- حسن‌آباد
- رحمت آباد
- رضااباد
- سرخ کان
- عباس‌آباد۲
- عباس ابادعیش آباد
- عباس ابادخراسانی
- عبدالله آباد
- اسلام‌آباد
- تلمبه امیراباد۲
- تلمبه شهیدیاوری
- تلمبه فتحی
- تلمبه باقری
- تلمبه یامحمد
- محمودیه
- محمدابادگزوئیه
- شرکت تعاونی طیوران سپید پر
- پرواربندی ۲